# Батиєв Саліх Гілімханович
Саліх Гілімханович Батиєв (нар. 24 листопада 1911, село Ново-Дюмеєво Белебеєвського повіту Уфимської губернії, тепер Чекмагушівського району Башкортостану, Російська Федерація — 7 грудня 1985, місто Казань, тепер Татарстан, Російська Федерація) — радянський державний діяч, голова Президії Верховної ради Татарської АРСР, 2-й секретар Татарського обласного комітету КПРС. Член Центральної Ревізійної комісії КПРС у 1966—1971 роках. Депутат Верховної Ради Татарської АРСР. Депутат Верховної Ради Російської РФСР 7—10-го скликань, заступник голови Президії Верховної ради РРФСР у 1960—1983 роках. Депутат Верховної Ради СРСР 5—6-го скликань, член Президії Верховної Ради СРСР у 1958—1962 роках.

## Життєпис
Народився в селянській родині. З шістнадцятирічного віку брав активну участь у суспільному житті, допомагав організовувати перший комсомольський осередок села Ново-Дюмеєво.
У 1930—1931 роках — пропагандист Бакалінського районного комітету ВКП(б) Башкирської АРСР.
У 1931—1933 роках — студент Казанського фінансово-економічного інституту. На третьому курсі перервав навчання через партійну мобілізацію.
Член ВКП(б) з 1932 року.
У 1933—1935 роках — помічник начальника політичного відділу по комсомольській роботі Актанишської машинно-тракторної станції Татарської АРСР; секретар Арського районного комітету ВЛКСМ Татарської АССР.
У 1935—1937 роках — завідувач відділу Татарського обласного комітету ВЛКСМ.
2 серпня 1937 року бюро Татарського обкому ВЛКСМ звільнило Саліха Батиєва від займаної посади «за зв'язок з ворогом народу С. Єнікеєвим» — головним редактором республіканської партійної газети «Красный Татарстан». 17 грудня 1937 року виключений з ВКП(б), але через місяць — 25 січня 1938 року поновлений в членах партії з доганою «за втрату пильності».
У 1937—1939 роках — викладач робітничого факультету при Казанському хіміко-технологічному інституті імені Бутлерова.
У 1939—1941 роках — лектор Татарського обласного комітету ВКП(б).
У 1941—1943 роках — в апараті Народного комісаріату землеробства Татарської АРСР.
У 1943—1947 роках — заступник голови Ради народних комісарів (Ради міністрів) Татарської АРСР.
У 1947—1950 роках — слухач Вищої партійної школи при ЦК ВКП(б).
У 1950—1951 роках — інструктор відділу партійних, профспілкових і комсомольських органів ЦК ВКП(б).
У 1951—1957 роках — секретар Татарського обласного (у 1952—1953 роках — крайового) комітету КПРС.
Одночасно з 1957 року — завідувач кафедри партійного і радянського будівництва Казанської вищої партійної школи при ЦК КПРС.
У червні 1957 — 28 жовтня 1960 року — 2-й секретар Татарського обласного комітету КПРС.
29 жовтня 1960 — 8 червня 1983 року — голова Президії Верховної ради Татарської АРСР.
З червня 1983 року — персональний пенсіонер у місті Казані.
Помер 7 грудня 1985 року в місті Казані.

## Нагороди
- орден Жовтневої Революції
- три ордени Трудового Червоного Прапора
- орден Дружби народів
- орден «Знак Пошани»
- медалі